# Leo von Thun und Hohenstein
Leopold Graf von Thun und Hohenstein (ook wel Leo von Thun-Hohenstein genoemd; 7 april 1811, Tetschen — 17 december 1888, Wenen) was een Oostenrijks politicus, in het bijzonder minister van Eredienst en Onderwijs, en auteur. Hij was een onderwijshervormer en een van de grondleggers van het politiek katholicisme.

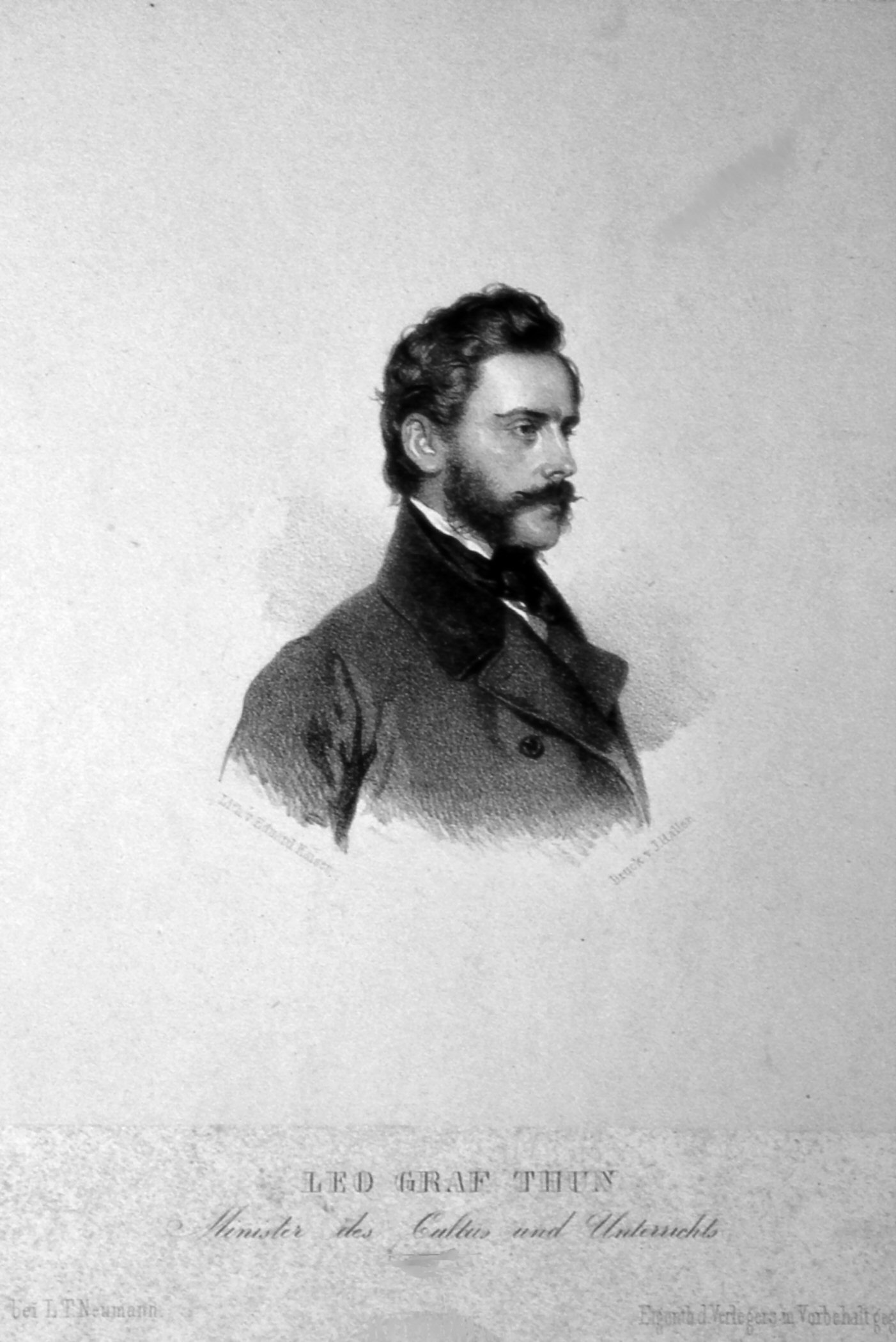
Leo Graf Thun, litho door Josef Kriehuber uit 1850

## Leven

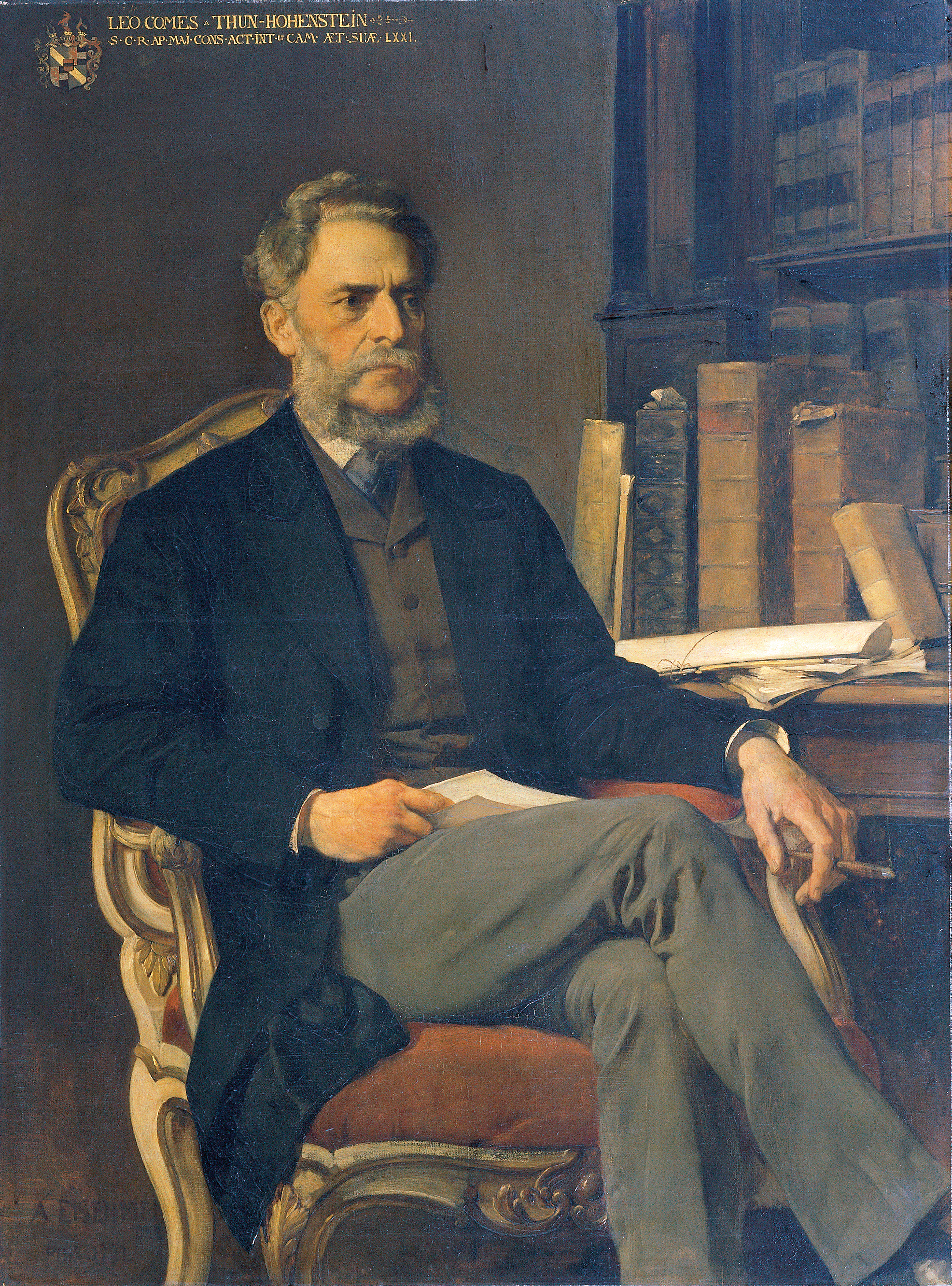
Leo Graf Thun-Hohenstein op een portret geschilderd door August von Eisenmenger, 1882

De ouders van Leo Graf von Thun und Hohenstein waren Franz Anton Graf von Thun und Hohenstein (1786–1873) en Theresia Maria von Brühl (1784–1844). Na zijn rechtenstudie aan de Karelsuniversiteit in Praag trad Thun in 1836 in overheidsdienst en werkte hij eerst bij de Praagse Strafrechtbank en later bij verschillende afdelingen van de Verenigde Hofkanselarij. In 1848 werd hij aangesteld tot gouvernementspresident van Bohemen en in 1849 benoemd tot Oostenrijks minister van Eredienst en Onderwijs.
Tijdens zijn ambtsperiode, die duurde tot 1860, hervormde Von Thun het Oostenrijkse onderwijssysteem. De basis hiervoor waren de suggesties van Franz Serafin Exner. Hij introduceerde universitaire autonomie in Oostenrijk en herstructureerde de Weense Academie van Wetenschappen. Hij verhoogde het budget van de Universiteit van Wenen en vermenigvuldigde het aantal leerstoelen. Zijn onderwijsbeleid kenmerkte zich door tolerantie. Wetenschappers van de protestantse of joodse denominatie kregen toestemming om les te geven aan de universiteiten en bekende buitenlandse geleerden werden in het land aangesteld. De protestantse theologische school kreeg de status van faculteit en het Instituut voor Oostenrijks Historisch Onderzoek werd omgebouwd tot een modern opleidingscentrum naar het voorbeeld van de École nationale des chartes.
Thun was een van de grondleggers van het concordaat van 1855, dat uitgebreide staatsbevoegdheden overdroeg aan de katholieke kerk. In 1857 werd hij ereburger van Innsbruck. Als voorzitter van de katholieke conservatieven voerde hij vanaf 1860 tevergeefs campagne voor de oprichting van een federale Oostenrijkse staat met uitgebreide autonomie voor de afzonderlijke staten. Op 26 mei 1860 werd hij benoemd tot erelid van de Keizerlijke Academie van Wetenschappen. Tussen 1865 en 1888 was hij verantwoordelijk voor de uitgave van het tijdschrift Das Vaterland.
Van 1861 tot aan zijn dood was Leo von Thun-Hohenstein erfelijk lid van het Oostentenrijks Herenhuis en woordvoerder van de katholieken. Tussen 1861 en 1867, 1870 en 1871 en van 1883 tot 1888 was hij lid van het Boheemse parlement, waar hij vanaf 1883 deel uitmaakte van de Tsjechische autonomiefractie.

## Werken (selectie)
- Über den gegenwärtigen Stand der böhmischen Literatur. 1842
- Die Stellung der Slowaken in Ungarn. 1843